# Келтска уметност
Келтска уметност је уметност западно индогерманског племена Келта које је у 7. веку п. н. е. населило Бохемију и Бајерн у 6. веку п. н. е. проширило се на Шпанију и Галију, у Халштату и култури Латен да би се потом проширили на велики културни простор Андалусије, Мале Азије, Ирске док су друга келтска племена била у Италији и Македонији, тако да су у 2. веку Келти били најзначајнији народ у Европи, а нарочито велики значај имали су у преређивању гвожђа.
Келтску уметност је тешко дефинисати, јер покрива огромни временски, географски и културни распон. Према неким гледиштима уметнички континуитет у Европи тече од бронзаног доба, док према другима почетак претходи неолитској ери; мада археолози генерално користе термин „келстски” за означавање културе европског гвозденог доба од око 1000. године п. н. е. надаље, све док Римско царство није покорило највећи део Европске територије. Историчари уметности типично узимају за почетак периода „келтске уметности” Латенски период (од 5. до 1. века п. н. е.). Рана келтска уметност је још један термин који се користи за овај период, који је у Британији трајао до око 150. године. Рана средњовековна уметност Британије и Ирске, која је произвела Келску књигу и друга ремек дела, и која је оно са чим већи део јавности на енглеском говорном подручју поистовећује са „келтском уметношћу”, назива се инсуларном уметношћу у историји уметности. То је најбоље познат део, али не и целокупна келтска уметност раног средњег века, која исто тако обухвата пиктску уметност Шкотске.

## Преглед
Келти су становници Европе у предримском периоду и заузимали су просторе од пиренеја до Рајне и Ирске до Румуније били су варвари у правом смислу те речи. Они су до 1. века п. н. е. имали један стил и развијали су своју религију и своје урбано друштво. Прва сазнања о уметности Келта добили смо из гробница о њиховим оружјима, накиту и оруђима (Хохдоре). У 5./ 4. веку п. н. е. променили су орнаментику од геометријске ка криволинијском облику са фантастичним ликовима животиња, открили су металне маске и многе друге мотиве. Њихове камене скулптуре упркос утицајима из Грчке и Рима остали су груби али су имали експресивни карактер.
На Британским острвима од 7. – 9. века се развијала специјална касна уметност Келта- Ирска уметност са оруђима и илуминираним рукописима која се ширила преко ирских монаха у копно и инспирисала је уметност у манастирима.
Када се римска империја распала развијала се поново уметност Келта од Ирске ка Британији од Корнвала ка Бретањи у којој монаси идеале ирског манастирског живота преносе у Европу. Крајем 7. века п. н. е. Европа је била насељена народима који су живели од скуплања плодова и од лова. У то доба осим Грчке и Рима у дубокој средњој Европи живели су барбари који су били од стране војничке машинерије Рима потискивани и апсорбовани. Од стране најпре Грка а затим и Римљана од војсковођа, филозофа и истриичара у овим крајевима су били познати народи Келта и имамо из тога доба много писаних података о њима и њиховим начинима живота и устројствима.
Дански праисторичар Ц. Ј. Томсен је праисторију делио на камено доба, бронзано доба и доба гвожђа и ова се подела одомаћила све до данашњих дана. У Швајцарској је 1846. године откривена Халштатска култура и о њеном оквиру култура Латен као културе гвозденога доба. Халштат је имао А, Б, Ц, и Д периоде и сви ови периоди су повезени са Келтима. У Халштату 6. – 7. век п. н. е. Келти заузимају средњу Европу а у 2. веку се њихове територије протежу на Шпанију, Британију, Италију, Румунију, Македонију и све до Мале Азије. Трагови Келта могу се пратити по археолошким материјалима који су откривени у њиховим гробовима. То су накит и керамика најчешће. Келти су имали представе о животу после смрти и имали су своје богове. Опрема у гробовима је била према рангу онога који је ту био сахрањен и свако је имао све према својим заслугама за потребе живота после смрти. У Халштатском периоду Келти су само ретко представљкали фигуре али су постепено угледајући се на новчиће из Рима фигуре биле представљане.
Калтска одеће и оружје била је према класичним ауториме, панталоне, туника и мантил, често карирана и могуће је да је то настављање ове традиције у Шкотској ношњи у данашње време. Биле су познате копче којим су се копчали делови одеће, ремен- опасач кратки двосекли мач, косе су чешљали према горе и носили су бркове што нам је познато из бронзаних маски које су налажене. Један од честих мотива био је коњ код овог народа који је јахао или представљен у огромним цртежима на терену или у статуетама у пластикама и минијатурама. Келти су поседовали штитове који су били од дрвета или коже и ојачани су бронзом а имали су и заштитне прслуке и кациге су носили на главама у борби. Њихове куће су биле овалног облика од камена и масивне а по некада и правоугаоне од дрвета а били су утврђене са утврдама које су имали и били около градова који су код њих били утврђени. Келти су имали многа божанства и неке животиња су биле свете. Елита Келта били су Друиди и они су били судије песници, доктори монаси и друго. Они су познавали многе корисне технике. Тако су познавали технику израде точкова и кола, познавали су многа оруђа за рад као рало којим су обрађивали земљу и тестеру, те разне врсте мотика, срп и друга оруђа. Келти су били ратнички народ и у једном од својих похода освојили су Рим а касније и Делфе (Рим 390. године а Делфи 279. године).

## Рана келтска уметност
Крајем 7. века п. н. е. средишња Европа је била насељена ловцима-сакупљачима, које су Грци а потом и римске војсковође, филозофи и историчари назвали варварским Келтима. Управо из предримског доба потиче много писаних података о њима и њиховом устројству и начину живота. Старији трагови Келта се могу пратити по археолошким предметима који су откривени у њиховим гробницама. То су најчешће накит и керамика који одговарају сталежу онога који је ту био сахрањен према својим заслугама и у складу с келтским веровањем о животу после смрти. Главна су јој обележја линеарна шематизација с апстрактном орнаментиком. Најчешћи су утилитарни и обредни предмети рађени у бронзи, злату и, ретко, сребру украшени драгим камењем (обредна посуда из Гундеструпа).
Економска снага келтског подручја темељила се на све већој серијској производњи. Велики број жељезних ингота показује значење Порајња у примарној производњи. Познавали су технику израде точкова и кола, те многа оруђа попут рала којим су обрађивали земљу и пиле, те разне врсте мотика, српова и сл. Њихове куће су биле овалног облика од камена и масивне, а понекад и правоугаоне од дрвета, а биле су утврђене палисадним зидинама. Келтска одећа се према класичним ауторима састојала од панталона, туника и мантила, често карирана (што се сачувало у нпр. Шкотској традицијској ношњи). Биле су познате копче којим су се закопчавали делови одеће и опасачи, а косе су чешљали према горе и носили су бркове, што је познато по пронађеним бронзаним маскама. Од оружја, Келти су имали штитове од дрвета или коже ојачане бронзом, кратке двосекле мачеве, те заштитне прслуке и шлемове. Многи лепи бронзани келтски штитови били су превише танки да би се користили у биткама и њихова намена је била само декоративне природе. Један такав штит пронађен је у реци Темзи у Лондону 1857. године, штит Батерси, који се вероватно користио само за војне смотре. Лака бојна кола на два точка (која су се често носила ратнике, нпр. код Сом-Биона у Француској) показује ступањ вештине келтских занатлија. Те предности одвеле су Келте и на исток, који је и у халштатско доба претежно био под влашћу Скита, и на југ да би 390. п. н. е. напали Рим, а век касније стигли и до Делфа (Грчка, 279. п. н. е.), па чак и до далеке Мале Азије где су се неки и трајно населили и постали „безумни Галати” (по писању Светог Павла апостола о Галатима, 3,1).
У халштатском жељезном добу Келти су ретко стварали фигуре, али су угледајући се на римске новчиће почели да стварају плочице које су поред биљне орнаментике добили и мотив главе. Келти су приказивали своја многа божанства и неке свете животиње. Један од честих мотива био је коњ који је представљен или у огромним цртежима на обронцима или киповима и фигурицама. Келтске златне торкве (велике круте огрлице које се нису могле скидати) су биле кључни предмет којим су се носиоци идентификовали као особе високог ранга, а многе од најбољих дела древне келтске уметности су управо торкве.
Латенска култура (по налазишту Ла Тен; од 450. п. н. е.) обилежава шире подручје келтског продирања и насељавања, углавном према истоку и југу (иако су провалили и у Британију и добар део освојили), те су заузимали просторе од Пиренеја до Рајне и од Ирске до Румуније. То је време када сви Келти деле исту религију и развијају своје урбано друштво, те се јавља карактеристичан декоративни стил познат као келтска уметност. Она се развила у срцу каснијег келтског света уз Рајну и горњу Марну, а најистакнутији примерци келтске уметности су бронзане посуде и златне огрлице с ливеним завојитим украсима који су нађени у кнежевским гробовима.
- Поглавичин гроб у Хохдорфа, Немачка, око 530. п. н. е.
- Златне плочице на обући из Хохдорфа
- Човек из Глауберга, Немачка, пешчењак висине 1,5 м, 500. п. н. е.
- Златна огрлица из гробнице у Виксу, Француска, око 480. п. н. е.
- Келтска посуда украшена медитеранским биљним мотивима од злата, Немачка, око 420. п. н. е.

## Каснија келтска уметност
Келти су на прелазу из 5. у 4. века п. н. е. променили своју орнаментику од геометријске ка криволинијској с фантастичним ликовима животиња, а почели су да стварају и металне маске. У млађој латенској култури појавила се скулптурална пластика (Хермес из Роквепертусиа, 3. век п. н. е.), а у раздобљу око 200. п. н. е. чест су мотив људске главе (нпр. рељеф с више глава из Провансе). Њихове камене скулптуре су, упркос утицајима из Грчке и Рима, остале грубе и експресивне.
Келтска уметност се завршава тзв. „опидском цивилизацијом” (лат. oppidum: утврђени градић) из којих су значајни предмети рађени на лончарском колу. Неки од ових келтских насеља прерастају током последња два века п. н. е. у трговишта и градове. Тај раст омогућио је Римљанима ширење освајајући етапно једно локално средиште за другим. Инкорпорацијом у Римску државу Келти су брзо изгубили своје особености осим у географски одвојеној Ирској, где је келтска уметност надживела римску масовну производњу.
Само у Бретањи, острвима Корнвола, Велсу и Шкотској задржао се језик и елементи келтске културе као и саге које су се преносиле причама с кољена на колено и које су касније забележили ирски монаси у 8. веку. Поновни процват келтска уметност доживљава у средњем веку на Британским острвима (7.-9. век), у ремек-делима илуминираних рукописа као што су Књига Келса и Линдисфарнска еванђеља. У Линдисфарнским еванђељима (око 700. године) има 45 различитих боја, а све су направљене од млевених минерала или биљних бојила. Ова инсуларна уметност се ширила преко ирских монаха на копно и инспирисала је сликарство у манастирима континенталне Европе у романици.
Келтске торкве нестају током сеобе народа, али се током раног средњег века (предроманика) враћају у моду у облику металних огрлица и наруквица, сада углавном од сребра (као код Викинга).
- Келтски бронзани шлем пронађен у реци Темзи у Лондону, око 150. п. н. е., Британски музеј, Лондон.
- Римско-келтско огледало из Десбора, око 50. п. н. е.
- Ирско-келтски крст из 8. века
- Арда путир, 8. век, сребро, Национални музеј Ирске, Даблин.
- Линдисфарнско еванђеље, стр. 27. Еванђеља по Матеју; око 680.-720., боја на пергаменту, 34,3 x 23,5 cm, Британска библиотека, Лондон]